# John Mair (athlétisme)
Pour les articles homonymes, voir John Mair.
John Mair (né le 20 novembre 1963) est un athlète jamaïcain spécialiste du 100 mètres et du 200 mètres. 

## Carrière

### Palmarès
| Date | Compétition                                 | Lieu         | Résultat | Épreuve               | Performance   |
| ---- | ------------------------------------------- | ------------ | -------- | --------------------- | ------------- |
| 1987 | Championnats d'Am. centrale et des Caraïbes | Caracas      | 3e       | 100 mètres            | 10 s 39       |
| 1987 | Championnats d'Am. centrale et des Caraïbes | Caracas      | 3e       | 200 mètres            | 20 s 99       |
| 1987 | Championnats d'Am. centrale et des Caraïbes | Caracas      | 1er      | Relais 4 × 100 mètres | 39 s 45       |
| 1987 | Jeux panaméricains                          | Indianapolis | 8e       | 200 mètres            | 21 s 22       |
| 1987 | Jeux panaméricains                          | Indianapolis | 3e       | Relais 4 × 100 mètres | 38 s 86       |
| 1987 | Championnats du monde                       | Rome         | 3e       | Relais 4 × 100 mètres | 38 s 41       |
| 1988 | Jeux olympiques d'été                       | Séoul        | 4e       | Relais 4 × 100 mètres | 38 s 47       |
| 1989 | Championnats d'Am. centrale et des Caraïbes | San Juan     | 1er      | Relais 4 × 100 mètres | 39 s 51       |
| 1990 | Jeux du Commonwealth                        | Auckland     | 3e       | Relais 4 × 100 mètres | 39 s 11       |
| 1990 | Jeux du Commonwealth                        | Auckland     | 3e       | Relais 4 × 400 mètres | 3 min 04 s 96 |
| 1991 | Championnats d'Am. centrale et des Caraïbes | Xalapa       | 1er      | 100 mètres            | 10 s 56       |
| 1991 | Championnats d'Am. centrale et des Caraïbes | Xalapa       | 2e       | Relais 4 × 100 mètres | 40 s 33       |
| 1991 | Championnats du monde                       | Tokyo        | 6e       | Relais 4 × 100 mètres | 38 s 67       |
| 1994 | Jeux du Commonwealth                        | Victoria     | 4e       | Relais 4 × 100 mètres | 39 s 44       |